# Liste der Abgeordneten im Mährischen Landtag 1890–1896
Diese Liste nennt die Abgeordneten zum Mährischen Landtag in der sechsten Wahlperiode 1890–1896.

## Landesausschuss
| Funktion                       | Abgeordneter                    | Anmerkung                                    |
| ------------------------------ | ------------------------------- | -------------------------------------------- |
| Landeshauptmann                | Graf Felix Vetter von der Lilie | Kämmerer, Rittmeister a. D. und Gutsbesitzer |
| Landeshauptmann-Stellvertreter | Franz Aloys Ritter von Šrom     | Mitglied des Reichsgerichtes und Reichsrates |
| Beisitzer                      | Graf Heinrich Belrupt-Tissac    |                                              |
| Beisitzer                      | Joseph Fanderlik                | Dr. jur., Advokat                            |
| Beisitzer                      | Carl Frendl                     | Dr. jur., Notar                              |
| Beisitzer                      | Hugo Ritter von Manner          | Dr. jur., Gutsbesitzer                       |
| Beisitzer                      | Adolph Promber                  | Dr. jur., Advokat                            |
| Beisitzer                      | Franz Aloys Ritter von Šrom     | Dr. jur., Advokat                            |

## Landtag
| Kurie                      | Wahlkreis                       | Abgeordneter                            | Anmerkung                                    |
| -------------------------- | ------------------------------- | --------------------------------------- | -------------------------------------------- |
| Virilstimme                | 0                               | Friedrich Landgraf von Fürstenberg      | Fürst-Erzbischof von Olmütz                  |
| Virilstimme                | 0                               | Franziskus von Sales Bauer              | Bischof von Brünn                            |
| Großgrundbesitz            | Fideikommissbesitzer            | Graf Egbert Belcredi                    | Gutsbesitzer in Lösch                        |
| Großgrundbesitz            | Fideikommissbesitzer            | Graf Ludwig Belcredi                    | Dr.                                          |
| Großgrundbesitz            | Fideikommissbesitzer            | Benedikt Korčian                        | Abt und Prälat in Raigern                    |
| Großgrundbesitz            | Fideikommissbesitzer            | Graf Otto Serényi                       |                                              |
| Großgrundbesitz            | Fideikommissbesitzer            | Graf Ferdinand Spiegel von Diesenberg   |                                              |
| Großgrundbesitz            | Übrige                          | Joseph Aresin-Faiton                    | Gutsbesitzer                                 |
| Großgrundbesitz            | Übrige                          | Freiherr Alfred von Baillou             |                                              |
| Großgrundbesitz            | Übrige                          | Graf Heinrich Belrupt-Tissac            |                                              |
| Großgrundbesitz            | Übrige                          | Graf Sigmund Berchtold                  | Geheimrat                                    |
| Großgrundbesitz            | Übrige                          | Johann Ritter von Chlumecky             | Geheimrat                                    |
| Großgrundbesitz            | Übrige                          | Graf Adolph Dubský von Trzebomyslitz    | Kämmerer                                     |
| Großgrundbesitz            | Übrige                          | Graf Guido Dubsky                       | Gutsbesitzer                                 |
| Großgrundbesitz            | Übrige                          | Freiherr Joseph Eichoff                 | Geheimrat                                    |
| Großgrundbesitz            | Übrige                          | Ludwig Frankl                           | Gutsbesitzer                                 |
| Großgrundbesitz            | Übrige                          | Graf August Friess                      | Gutsbesitzer                                 |
| Großgrundbesitz            | Übrige                          | Graf Ludwig Herberstein                 | Gutsbesitzer                                 |
| Großgrundbesitz            | Übrige                          | Freiherr Franz von Hopfen               | Gutsbesitzer                                 |
| Großgrundbesitz            | Übrige                          | Graf Friedrich Jenisson-Wallworth       | Gutsbesitzer                                 |
| Großgrundbesitz            | Übrige                          | Freiherr Hubert von Klein               |                                              |
| Großgrundbesitz            | Übrige                          | Freiherr Max Kübeck zu Kübau            |                                              |
| Großgrundbesitz            | Übrige                          | Freiherr Olivier von Loudon             | Gutsbesitzer                                 |
| Großgrundbesitz            | Übrige                          | Hugo Ritter von Manner                  | Gutsbesitzer                                 |
| Großgrundbesitz            | Übrige                          | Freiherr Theodor von Podstatzky-Tonsern | Gutsbesitzer                                 |
| Großgrundbesitz            | Übrige                          | Freiherr Carl Seydel                    | Gutsbesitzer                                 |
| Großgrundbesitz            | Übrige                          | Freiherr Alfred Skene jun.              | Gutsbesitzer                                 |
| Großgrundbesitz            | Übrige                          | Freiherr Ludwig von Stahl               | Gutsbesitzer                                 |
| Großgrundbesitz            | Übrige                          | Eduard Ulrich                           | Dr., Gutsbesitzer                            |
| Großgrundbesitz            | Übrige                          | Graf Felix Vetter von der Lilie         | Kämmerer, Rittmeister a. D. und Gutsbesitzer |
| Großgrundbesitz            | Übrige                          | Graf Carl Zierotin                      | Gutsbesitzer                                 |
| Landeshauptstadt Brünn     | 0                               | Gustav Winterholler                     | Bürgermeister von Brünn                      |
| Landeshauptstadt Brünn     | 0                               | Christian Ritter von d’Elvert           | p. H. R., Gemeinderat in Brünn               |
| Landeshauptstadt Brünn     | 0                               | Ludwig Merores                          | Dr. jur., Advokat in Brünn                   |
| Landeshauptstadt Brünn     | 0                               | Carl Reissig                            | Advokat in Brünn                             |
| Handels- und Gewerbekammer | Brünn                           | Rudolph Auspitz                         | Zuckerfabrikbesitzer in Rohatetz             |
| Handels- und Gewerbekammer | Brünn                           | Julius Gomperz                          | Kammerpräsident in Brünn                     |
| Handels- und Gewerbekammer | Brünn                           | Moriz Ritter von Bauer                  | Fabrikant in Brünn                           |
| Handels- und Gewerbekammer | Olmütz                          | Carl Brandhuber                         | Gemeinderat in Olmütz                        |
| Handels- und Gewerbekammer | Olmütz                          | Emanuel Ritter von Proskowetz           | Fabrikant in Kwassitz                        |
| Handels- und Gewerbekammer | Olmütz                          | Anton Schmidt                           | Papierfabrikant in Groß-Ullersdorf           |
| Städte und Industrial-Orte | 1. Olmütz                       | August Weeber                           | Dr. jur., Advokat in Olmütz                  |
| Städte und Industrial-Orte | 2. Iglau                        | Fritz Popelak                           | Bürgermeister in Iglau                       |
| Städte und Industrial-Orte | 3. Kremsier                     | Adalbert Kulp                           | Bürgermeister in Kremsier                    |
| Städte und Industrial-Orte | 4. Nikolsburg                   | Carl Lebwohl                            | Lederfabrikant in Nikolsburg                 |
| Städte und Industrial-Orte | 5. Prossnitz mit Deutsch-Brodek | Johann Zajiček                          | Bürgermeister in Prossnitz                   |
| Städte und Industrial-Orte | 6. Sternberg                    | Emil Noha                               | Dr., Bürgermeister in Sternberg              |
| Städte und Industrial-Orte | 7. Znaim                        | Johann Haase                            | Gemeinderat in Znaim                         |
| Städte und Industrial-Orte | 8. Trübau                       | Carl Frendl                             | Dr. jur. Notar in Brünn                      |
| Städte und Industrial-Orte | 9. Auspitz                      | Eduard Schleymayer                      | Bürgermeister in Auspitz                     |
| Städte und Industrial-Orte | 10. Boskowitz                   | Johann Žáček                            | Advokat in Olmütz                            |
| Städte und Industrial-Orte | 11. Gaya                        | Freiherr Ottokar von Pražák             | Advokat in Brünn                             |
| Städte und Industrial-Orte | 12. Ungarisch-Hradisch          | Joseph Stanzl                           | Apotheker in Ungarisch-Hradisch              |
| Städte und Industrial-Orte | 13. Holleschau                  | Carl Bubela                             | Großhändler in Wsetin                        |
| Städte und Industrial-Orte | 14. Ungarisch-Brod              | Franz Eliaš                             | Bezirksrichter in Ungarisch-Brod             |
| Städte und Industrial-Orte | 15. Trebisch                    | Anton Ritter von Meznik                 | Hofrat in Wien                               |
| Städte und Industrial-Orte | 16. Datschitz                   | Joseph Podbrdský                        | Bezirksrichter in Teltsch                    |
| Städte und Industrial-Orte | 17. Neustadtl                   | Joseph Fanderlik                        | Dr. jur., Advokat in Olmütz                  |
| Städte und Industrial-Orte | 18. Neutitschein                | Hugo Fux                                | Dr. jur., Bürgermeister in Neutitschein      |
| Städte und Industrial-Orte | 19. Freiberg                    | Franz Peřina                            | Bürgermeister in Freiberg                    |
| Städte und Industrial-Orte | 20. Mährisch-Ostrau             | Adalbert Johanny                        | Dr., Bürgermeister in Mährisch-Ostrau        |
| Städte und Industrial-Orte | 21. Weisskirchen                | Adolph Promber                          | Advokat in Brünn                             |
| Städte und Industrial-Orte | 22. Mährisch-Neustadt           | Eduard Kessler                          | Realitätenbesitzer in Mährisch-Neustadt      |
| Städte und Industrial-Orte | 23. Prerau                      | Franz Stěpa                             | Bürgermeister in Prerau                      |
| Städte und Industrial-Orte | 24. Schönberg                   | Friedrich Ritter von Tersch             | Bürgermeister in Schönberg                   |
| Städte und Industrial-Orte | 25. Hof                         | Hans Lichtblau                          | Grundbesitzer in Bärn                        |
| Städte und Industrial-Orte | 26. Müglitz                     | Bruno Steinbrecher                      | Dr. jur., Notar in Schönberg                 |
| Städte und Industrial-Orte | 27. Kromau                      | Carl Panowsky                           | Realitätenbesitzer in Eibenschitz            |
| Landgemeinden              | 1. Brünn                        | Joseph Koudela                          | Advokat in Prossnitz                         |
| Landgemeinden              | 2. Tischnowitz                  | Franz Beneš                             | Verwalter in Vorkloster                      |
| Landgemeinden              | 3. Trübau                       | Ferdinand Weigel                        | Gemeindevorstand in Dittersdorf              |
| Landgemeinden              | 4. Boskowitz                    | Freiherr Alois von Pražák               | Dr. jur. Geheimrat und Minister              |
| Landgemeinden              | 5. Wischau                      | Ctibor Helcelet                         | Dr. jur., Advokat in Wischau                 |
| Landgemeinden              | 6. Auspitz                      | Franz Nosek                             | Grundbesitzer in Schakwitz                   |
| Landgemeinden              | 7. Seelowitz                    | Johann Kelbl                            | Ökonom in Serowitz                           |
| Landgemeinden              | 8. Gaya                         | Franz Weber                             | Pfarrer in Milotitz                          |
| Landgemeinden              | 9. Ungarisch-Hradisch           | Joseph Pavlica                          | Grundbesitzer in Hrozná                      |
| Landgemeinden              | 10. Kremsier                    | Franz Lizal                             | Grundbesitzer in Něčitz                      |
| Landgemeinden              | 11. Prerau                      | Johann Rozkošný                         | Grundbesitzer in Krenowitz (ab 1887)         |
| Landgemeinden              | 12. Holleschau                  | Franz Skopalik                          | Grundbesitzer in Zahlenitz                   |
| Landgemeinden              | 13. Ungarisch-Brod              | Franz Šrom                              | Dr. jur., Advokat in Brünn                   |
| Landgemeinden              | 14. Iglau                       | Joseph Tuček                            | Dr. jur., Advokat in Brünn                   |
| Landgemeinden              | 15. Trebitsch                   | Joseph Pospišil                         | Ökonom in Großwiedern                        |
| Landgemeinden              | 16. Datschitz                   | Andreas Peel                            | Grundbesitzer in Kirchwiedern                |
| Landgemeinden              | 17. Neustadtl                   | Johann Heimrich                         | Müller in Bochdalau                          |
| Landgemeinden              | 18. Neutitschein                | Johann Moraw                            | Gemeindevorsteher in Waltersdorf             |
| Landgemeinden              | 19. Weisskirchen                | Carl Zapletal                           | Ökonomiebesitzer in Radwanitz                |
| Landgemeinden              | 20. Mistek                      | Rudolph Kallus                          | Stadtarzt in Frankstadt                      |
| Landgemeinden              | 21. Wallachisch-Meseritsch      | Anton Hulka                             | Notar in Wallachisch-Meseritsch              |
| Landgemeinden              | 22. Olmütz                      | Joseph Vysloužil                        | Ökonom in Přikasz                            |
| Landgemeinden              | 23. Prossnitz                   | Johann Podivinský                       | Ökonom in Smrzitz                            |
| Landgemeinden              | 24. Sternberg                   | Moriz Hartel                            | Grundbesitzer in Siebenhöfen                 |
| Landgemeinden              | 25. Schönberg                   | Johann Rotter                           | Grundbesitzer in Hermessdorf                 |
| Landgemeinden              | 26. Müglitz                     | Wilhelm Raschendorfer                   | Grundbesitzer in Medl                        |
| Landgemeinden              | 27. Littau                      | Joseph Svozil                           | Grundbesitzer in Klein-Senitz                |
| Landgemeinden              | 28. Znaim                       | Victor Hübner                           | Realitätenbesitzer in Znaim                  |
| Landgemeinden              | 29. Budwitz                     | Johann Votava                           | Grundbesitzer in Hrottowitz                  |
| Landgemeinden              | 30. Nikolsburg                  | Joseph Beigl                            | Bürgermeister in Öber-Wisternitz             |
| Landgemeinden              | 31. Mährische Enklaven          | Ernst Peschke                           | Erbgerichtsbesitzer in Rausen                |

## Parteipolitische Zugehörigkeit der Abgeordneten
Karl Bosl gibt folgende Verteilung der Abgeordneten auf Parteien/politische Richtungen an:
| Kurie                     | Nationalität | Partei/Richtung                                  | Anzahl |
| ------------------------- | ------------ | ------------------------------------------------ | ------ |
| Großgrundbesitzer         | ./.          | Konservative                                     | 5      |
| Großgrundbesitzer         | ./.          | Verfassungstreue/Liberales Zentrum               | 17     |
| Großgrundbesitzer         | ./.          | Mittelpartei                                     | 8      |
| Andere (außer Virilisten) | Deutsche     | Club der Linken                                  | 25     |
| Andere (außer Virilisten) | Deutsche     | Deutsche Volkspartei                             | 9      |
| Andere (außer Virilisten) | Tschechen    | Tschechischer Klub/Nationalpartei (Alttschechen) | 34     |